# Kangnazaur
Kangnazaur (Kangnasaurus coetzeei) – dwunożny, roślinożerny dinozaur z grupy iguanodonów (Iguanodontia).
Znaczenie jego nazwy – jaszczur z Kangna
Żył w okresie wczesnej kredy (ok. 134 mln lat temu) na terenach południowej Afryki. Długość ciała ok. 3-4 m, wysokość ok. 1,5 m, masa ok. 600-1000 kg. Jego szczątki znaleziono w Republice Południowej Afryki.
Został opisany jedynie na podstawie znalezionych zębów.